# Angleton
Angleton – miasto w Stanach Zjednoczonych, w stanie Teksas, w hrabstwie Brazoria. W 2020 roku miejscowość zamieszkiwało 19 362 mieszkańców.